# Егорлыцкий заказник
Егорлыцкий заказник — орнитологический заказник общегосударственного значения, расположенный на территории Чулаковской сельской общины Скадовского района (Херсонская область, Украина) и Очаковской городской общины Николаевского района (Николаевская область, Украина). Площадь — 30 300 га. Находится под контролем Черноморского биосферного заповедника.
Заказник расположен в границах буферной зоны Черноморского биосферного резервата и Черноморского биосферного заповедника.

## История
Заказник создан постановлением Совета Министров УССР от 28 октября 1974 года № 500 «О создании государственных заказников в Украинской ССР» («Про створення державних заказників в Української РСР»).
Заказник создан для охраны одного из основных мест зимовки птиц, в частности лебедей.

## Описание
Заказник занимает большую часть акватории Егорлыцкого залива Чёрного моря. 
Здесь запрещена любая хозяйственная или иная деятельность, что нарушает природные процессы и создаёт угрозу вредного влияния на её природные комплексы и объекты. 

## Природа
Охраняется акватория Егорлыцкого залива, которая является местом гнездования, зимовки и отдыха во время миграции многих видов птиц. 